# Sangzhen (sockenhuvudort i Kina, Shaanxi, lat 34,26, long 108,35)
Sangzhen (kinesiska: 桑镇) är en sockenhuvudort i Kina. Den ligger i provinsen Shaanxi, i den nordvästra delen av landet, omkring 51 kilometer väster om provinshuvudstaden Xi'an. Antalet invånare är 26 083. Befolkningen består av 12 846 kvinnor och 13 237 män. Barn under 15 år utgör 19,0 %, vuxna 15-64 år 70 %, och äldre över 65 år 10,0 %.
Runt Sangzhen är det ganska tätbefolkat, med 199 invånare per kvadratkilometer. Närmaste större samhälle är Wugong, 12,8 km väster om Sangzhen. Trakten runt Sangzhen består till största delen av jordbruksmark.
Genomsnittlig årsnederbörd är 668 millimeter. Den regnigaste månaden är september, med i genomsnitt 143 mm nederbörd, och den torraste är december, med 1 mm nederbörd.